# 袁虞禮
袁虞禮（?—？），贵州遵義人，清朝政治人物。同進士出身。
乾隆十年（1745年）乙丑科進士，三甲一百四十四名，后官廣西知縣。乾隆十三年，擔任廣東廣州府永安縣知縣（現紫金縣知縣）。后由林錫魁接任。